# Пранбури (река)
Пранбури (тайск. แม่น้ำปราณบุร) — река в Таиланде на перешейке Кра. Длина реки — 130 км, площадь бассейна около 2000 км².
Протекает река по территории провинции Прачуапкхирикхан.
Истоки реки находятся в национальном парке Кэнгкрачан, впадает в Сиамский залив. В устье реки расположен защищаемая территория небольшого (3,17 км²) лесного парка Пранбури с манграми.
Для защиты от наводнений и для орошения на реке была построена дамба высотой 42 м и шириной 1500 м, что повлекло за собой создание водохранилища площадью 35,2 км² и объёмом около 445 млн м³.